# Museo storico del Trentino
Il Museo storico del Trentino è uno spazio espositivo di Trento che documenta la storia della città, della provincia e dell'area regionale corrispondente al Tirolo storico tra la fine del XVIII secolo e il secondo dopoguerra. Il museo fa parte della Rete Trentino Grande Guerra.

## Storia
Il museo nacque nel 1923 con il nome di Museo del Risorgimento su iniziativa del comune di Trento e dalla Legione trentina, un'associazione che riuniva i trentini che durante la prima guerra mondiale si erano arruolati volontariamente nell'esercito italiano disertando l'Imperial regio Esercito austriaco. Questi ripresero un'idea di Cesare Battisti, che aveva auspicato la formazione di un museo. Il neo costituito museo rispecchiava l'onda politica dell'irredentismo trentino, territorio da poco annesso al Regno d'Italia in seguito al trattato di Saint-Germain-en-Laye. Il nuovo museo fu inaugurato nelle sale di Castelvecchio, all'interno del Castello del Buonconsiglio, il 29 giugno 1923.
Le raccolte di oggetti e documenti - perlopiù costituite da donazioni e lasciti di privati - volevano testimoniare il forte sentimento patriottico che univa i componenti del comitato promotore, attento ad evidenziare il legame del Trentino con l'Italia. Negli anni trenta ci fu un primo trasferimento: il museo fu spostato dal primo al secondo piano di Castelvecchio. Il nuovo allestimento fu completato nel 1939 con la risistemazione della «Sala della Vittoria» ospitata all'interno della torre d'Augusto.
Dopo il bombardamento anglo-americano di Trento del 2 settembre 1943 le raccolte furono imballate e trasferite per motivi di sicurezza a Campo Tures, in provincia di Bolzano.
Nel 1945, dopo la fine seconda guerra mondiale, il nome della sede espositiva cambiò in Museo del Risorgimento e della lotta per la libertà perché le raccolte vennero arricchite da documenti inerenti alla Resistenza italiana. A questo periodo risale anche l'adesione del museo alla Rete nazionale degli istituti per la storia della Resistenza, partecipazione che prosegue ancora oggi.
A partire dagli anni settanta il museo visse un periodo di incertezza rispetto alla sua collocazione. Il trasferimento della proprietà del Castello dallo Stato alla Provincia autonoma aveva infatti riaperto l'annoso contenzioso sulle funzioni da assegnare al Castello rispetto alle tante memorie in esso custodite. La soluzione giunse dopo anni di chiusura, nel 1985, quando fu inaugurata la nuova sede nelle cosiddette ex Marangonerie, edificio adiacente al corpo centrale del Castello stesso.
Nel 1995 il Museo assunse la denominazione di "Museo storico in Trento", scelta per sottolineare l'ulteriore ampliamento delle prospettive tematiche e territoriali, lungo le quali si stava muovendo già da tempo l'istituzione. Il riferimento al capoluogo e al suo sviluppo storico restava un elemento significativo, ribadito se non altro dalla norma statutaria che attribuisce l'ufficio di presidenza al sindaco della città.
Nel gennaio 2003 il Museo ha completato il trasferimento della propria attività negli attuali locali di via Torre d'Augusto, fuori dagli spazi del Castello; nel 2009 si sono aggiunti anche alcuni spazi in Via Torre Verde, utilizzati per la direzione, gli uffici amministrativi e l'archivio di cinema e storia.

## Le esposizioni
Il museo ospita reperti relativi alla storia del Trentino che sono ascrivibili a un periodo compreso tra l'epoca napoleonica (1796-1814) e il XXI secolo passando dal Risorgimento, che è cospicuamente trattato, l'irredentismo trentino, la prima guerra mondiale, l'antifascismo, la seconda guerra mondiale, la Resistenza italiana e il Sessantotto.
Tra i reperti di rilievo conservati sono da citare il labaro della Legione trentina e la bandiera della Società degli studenti trentini. È notevole la raccolta iconografica.
Il museo ha anche una biblioteca, con monografie, opuscoli, periodici e materiale non cartaceo del XIX e XX secolo, e un archivio cartaceo, fotografico e iconografico del quale fanno parte un centinaio di documenti, i più antichi dei quali risalgono al XVIII secolo. Nel 1990 è stato istituito anche l'archivio di Cinema e Storia.

## Fondazione del Museo storico del Trentino
Nel novembre 2007 si è costituita la Fondazione del Museo storico del Trentino che ha come scopo istituzionale la valorizzazione e la diffusione della conoscenza della storia locale di Trento e dell'intero Trentino, comprendendo nei propri interessi anche le zone del Tirolo storicamente legate al Trentino.